# 区別
| ウィキペディアには「区別」という見出しの百科事典記事はありません（タイトルに「区別」を含むページの一覧/「区別」で始まるページの一覧）。 代わりにウィクショナリーのページ「区別」が役に立つかもしれません。 |